# Gorenje Ponikve
Gorenje Ponikve je naselje u slovenskoj Općini Trebnju. Gorenje Ponikve se nalazi u pokrajini Dolenjskoj i statističkoj regiji Jugoistočnoj Sloveniji. 

## Stanovništvo
Prema popisu stanovništva iz 2002. godine naselje je imalo 108 stanovnika.